# Горњи Ливоч
Горњи Ливоч (алб. Livoç i Epërm или Livoçi i Epërm) је насеље у општини Гњилане, Косово и Метохија, Република Србија. Село је удаљено око 1 km, северозападно од Гњилана (управног центра Косовскопоморавског округа). Према попису становништва из 2011. године, село је имало 2.551 становника, већину становништва чинили су Албанци.

## Историја
У општем делу код постанка насеља је изнето, да се Ливоч помиње у доба деспота Стевана и доцније у 1530. години. Најстарији родови (Рајковићи и Тутини) приликом насељавања су затекли село на месту садашње Маљочке Махале. Ти су се родови доцније раселили, а село преместило поред реке.
Село је расло прираштајем и досељавањем. Маљочка Махала је постала пре 100 година, Мухаџирска пре 50 а Јабучанска пре 35 година. У селу живе Срби, Албанци и православни Цигани.
Село је у долини Ливочке Реке. Главни део села је на реци, с обе њене стране. Главни део села, који се зове Горњи Ливоч, збијеног је типа, али села припадају још три махале:
1. Махаљочка
2. Јабучанска
3. Муаџери

Прва је на 150 метара од села на левој страни долине, а друге две на читав сат хода уз долину (с леве стране јабучани, а с десне — Муаџери.)
Топографски називи за њиве су: Горњо Селиште, Калило, Црвенице, Јаруге и Шеов Поток или Бел Камен
Топографски за шуму: Кобилина Глава, Црвени Брег и Големи Рид.

## Порекло становништва по родовима
Подаци из 1929. године:
Српски родови:
- Баба-Јањићи (3 куће., славе Св. Николу). Старином су из Кичева у Македонији, а живели су у Мешини и Горњем Макрешу (Крива Река), где су 1882. године купили земљу у Ливочу и на њу се доселили.
- Ђорђијини (1. кућа., славе Св. Арханђела); досељени давно и порекло им се не памти.
- Жеграни (2. куће., славе Св. Арханђела). Старином су из Жегре, одакле су се због зулума избегли у Гњилане; у Горњи Ливоч су досељени 1894. године.
- Прокишићи (1 кућа., славе Св. Ђорђа). Старином су из Жеговца, одакле су од зулума прешли у суседно село Понеш (Крива Река), па 1859. године досељени у Ливоч.
- Антићи (1 кућа., славе Св. Ђорђа); исељени пре 290 година из пећког краја, јер су тамо Читаци завели одржавање права на прву ноћ. Прво се настанили у Велекинцу, па прешли у Горњи Ливоч, где су већ били Рајкови и Тутини.
- Спасић (1 кућа., славе Св. Николу); предак им је био довеђен из Могиле 1899. године.
- Максимовић (1 кућа., славе Св. Николу); предак им је био пресељен из Доњег Ливоча 1904. године као чифчија.
- Чикић (1 кућа., славе Св. Ђорђа), досељени из Црнице 1910. године.
- Качарци (3. куће., славе Св. Ђорђа). Старином су из Ниша, живели у криворечким селима Паралову и Понешу, затим у Гњилану, најзад 1869. године прешли у Горњи Ливоч.
- Миленковци (1. кућа., славе Св. Николу); пресељени из Пасјана 1749. године.
- Менковци (3 куће., раније славили Св. Василија, сада Св. Јована), православни Цигани који су живели по многим селима у Горњој Морави као чифчије и слуге Албанаца и Турака; у Ливочу се настанили 1906. године.
- Рецини (2 куће., славе. Св. Василија), су православни Цигани пресељени из Могиле 1904. године као чифчије.

Албански родови:
- Куртеши (4 куће.), Албанци муслимани, од племена Битићи; досељени из Киштанпоља (Жеговац) 1921. године на купљено имање.
- Лукићи (2 куће.), Албанци муслимани, од племена Битић, из Гадиша 1919. године дошли на купљено имање.

У Маљочкој Махали живи албански род:
- Маљок (10 кућа.), од племена Гаши; досељени из Злокућана (Куманово) пре 180 година. Даљим пореклом су из околине Ђаковице.

У мухаџирској махали су:
- Бусца (2 куће.), Албанци муслимани, од племена краснићи, мухаџири из Бусца (Топлица).
- Дубов (1 кућа.), Албанци муслимани, од племена Краснићи, мухаџири из Дубова (Топлица).
- Брестовц (1 кућа.), Албанци муслимани, од племена Гаши, мухаџири из Брестовца (Јабланица).
- Кривача (1 кућа), од племена Гаши, мухаџири из криваче (Јабланица).
- Власак (1 кућа.), од племена Краснић, мухаџири из Власа (Лесковац.)
- Дедовић (1 кућа.), од племена Краснић, предак им је био пресељен из Гњилана 1914. године, а старином су из Малесије (северна Албанија).
- Зећири (1 кућа.), Турци из Добрчана; пресељени 1909. године,а старином из Токата у Малој Азији.
- Трајковић (1 кућа., славе Св. Ђорђа), колонисти, досељени из Давидовца (Пњича) 1925. године.

## Демографија
Насеље има српску етничку већину.
| Година       | 1948 | 1953 | 1961 | 1971  | 1981  | 1991  | 2011  |
| ------------ | ---- | ---- | ---- | ----- | ----- | ----- | ----- |
| Становништво | 593  | 679  | 898  | 1.129 | 1.285 | 1.422 | 2.551 |

|  |

## Становништво
| Етнички састав према попису из 1961.‍ | Етнички састав према попису из 1961.‍ | Етнички састав према попису из 1961.‍ | Етнички састав према попису из 1961.‍ | Етнички састав према попису из 1961.‍ |
| ------------------------------------ | ------------------------------------ | ------------------------------------ | ------------------------------------ | ------------------------------------ |
|                                      |                                      |                                      |                                      |                                      |
| Албанци                              | Албанци                              |                                      | 698                                  | 77,73%                               |
| Срби                                 | Срби                                 |                                      | 182                                  | 20,27%                               |
| Југословени                          | Југословени                          |                                      | 2                                    | 0,22%                                |
| Укупно: 898                          |                                      |                                      |                                      |                                      |

| Етнички састав према попису из 1971.‍ | Етнички састав према попису из 1971.‍ | Етнички састав према попису из 1971.‍ | Етнички састав према попису из 1971.‍ | Етнички састав према попису из 1971.‍ |
| ------------------------------------ | ------------------------------------ | ------------------------------------ | ------------------------------------ | ------------------------------------ |
|                                      |                                      |                                      |                                      |                                      |
| Албанци                              | Албанци                              |                                      | 928                                  | 82,20%                               |
| Срби                                 | Срби                                 |                                      | 183                                  | 16,21%                               |
| Укупно: 1.129                        |                                      |                                      |                                      |                                      |

| Етнички састав према попису из 1981.‍ | Етнички састав према попису из 1981.‍ | Етнички састав према попису из 1981.‍ | Етнички састав према попису из 1981.‍ | Етнички састав према попису из 1981.‍ |
| ------------------------------------ | ------------------------------------ | ------------------------------------ | ------------------------------------ | ------------------------------------ |
|                                      |                                      |                                      |                                      |                                      |
| Албанци                              | Албанци                              |                                      | 1.046                                | 81,40%                               |
| Срби                                 | Срби                                 |                                      | 239                                  | 18,60%                               |
| Укупно: 1.285                        |                                      |                                      |                                      |                                      |

| Етнички састав према попису из 2011.‍ | Етнички састав према попису из 2011.‍ | Етнички састав према попису из 2011.‍ | Етнички састав према попису из 2011.‍ | Етнички састав према попису из 2011.‍ |
| ------------------------------------ | ------------------------------------ | ------------------------------------ | ------------------------------------ | ------------------------------------ |
|                                      |                                      |                                      |                                      |                                      |
| Албанци                              | Албанци                              |                                      | 2.465                                | 96,62%                               |
| Срби                                 | Срби                                 |                                      | 66                                   | 2,59%                                |
| Турци                                | Турци                                |                                      | 8                                    | 0,31%                                |
| Бошњаци                              | Бошњаци                              |                                      | 2                                    | 0,09%                                |
| Укупно: 2.551                        |                                      |                                      |                                      |                                      |